# Ernst von Lasaulx
Peter Ernst von Lasaulx (né le 16 mars 1805 à Coblence, mort le 9 mai 1861 à Munich) est un philologue et homme politique prussien.

## Biographie
Ernst von Lasaulx est le fils de Johann Claudius von Lassaulx, architecte catholique de Coblence. La famille est en contact étroit, entre autres notamment avec Guido et Joseph Görres dont il est le neveu et Clemens Brentano. De 1824 à 1830, Lasaulx étudie la philologie classique à l'université de Bonn, il a pour professeurs Auguste Schlegel et Barthold Georg Niebuhr. En 1824, il devient membre de l'Alten Bonner Burschenschaft.
En 1830, Lasaulx cherche les écrits de Maître Eckhart dans les bibliothèques de Saint-Florian, Kremsmünster (de), Melk et Klosterneuburg. Il remet les trouvailles de Melk, Munich, Vienne et Coblence à Franz Pfeiffer, qui utilise ce travail préparatoire pour son édition d'Eckhart.
Après de longs voyages en Europe du Sud et en Orient, Lasaulx devient professeur agrégé en 1835 puis professeur titulaire à l'université de Wurtzbourg en 1837. En 1844, Lasaulx devient professeur titulaire de philologie et d'esthétique à l'université de Munich et membre de l'Académie bavaroise des sciences. En 1847, sa licence d'enseignement lui est retirée en raison de sa critique du roi Louis de Bavière dans l'affaire Lola Montez.
Du 18 mai 1848 au 7 mai 1849, Lasaulx représente la 2e circonscription de Basse-Bavière d'Abensberg au Parlement de Francfort. En tant que membre du groupe parlementaire Café Milani, il représente des positions conservatrices visant à renforcer la monarchie et l'église.
En 1849, Lasaulx récupère sa licence d'enseignement. La même année, il obtient un siège à la Chambre des députés de Bavière (de), dont il est membre jusqu'à sa mort. De 1856 à 1857, il est recteur de l'université de Munich.
Dans ses écrits sur la philosophie de la religion, Lasaulx essaie de démontrer une unité fondamentale de convictions éthiques parmi les peuples anciens et chrétiens, par exemple un parallèle avec Socrate et Jésus. Ses opinions religieuses et philosophiques conduisent à des conflits avec l'Église catholique. En 1860, il dédie son ouvrage Philosophie des beaux-arts à Emilie Linder, une peintre suisse.
Quatre de ses œuvres sont mis à l’Index librorum prohibitorum après sa mort, le 7 août 1861, en raison de prétendues « tendances gnostiques et panthéisantes » (par exemple Lasaulx remet en question le caractère révélateur du christianisme).
Peu de temps après sa mort, Lasaulx n'a plus d'influence, il en a à nouveau au XXe siècle, principalement grâce à l'œuvre de Jacob Burckhardt. Hans-Joachim Schoeps le tient comme un précurseur d'Oswald Spengler, car lui, comme Karl Friedrich Vollgraff (de), se méfie de la croyance générale au progrès du siècle des Lumières.
Il épouse Julie Baader (1807-1880), fille du philosophe Franz Xaver von Baader, à Munich le 30 août 1835. Le couple a quatre enfants, dont trois meurent prématurément.
La tombe d'Ernst Lasaulx se situe dans l'ancien cimetière du Sud de Munich (Quartier 18 - Rangée 7 - Place 1). Le buste en bronze sur la tombe est l'œuvre de Friedrich Brugger (de).